# 巴略瓦尔
巴略瓦尔，是西班牙阿拉贡自治区韦斯卡省的一个市镇。总面积128平方公里，总人口1007人（2001年），人口密度8人/平方公里。